# 9 Metis
9 Metis (in italiano 9 Metide o 9 Meti) è un asteroide della fascia principale. Scoperto nel 1848, presenta un'orbita caratterizzata da un semiasse maggiore pari a 2,3856554 au e da un'eccentricità di 0,1234316, inclinata di 5,57657° rispetto all'eclittica.
È uno dei più grandi asteroidi della Fascia principale. È composto da silicati, nichel e ferro allo stato metallico; potrebbe trattarsi in realtà del nucleo residuo di un grande asteroide disintegratosi in seguito a una remota collisione.

## Scoperta e nome
L'astronomo irlandese Andrew Graham lavorava presso l'osservatorio privato del Colonnello Edward Cooper nel castello di Markree nella Contea di Sligo. Metis, l'unico asteroide da lui scoperto, fu individuato il 25 aprile 1848 (le prime misurazioni furono effettuate la notte seguente) con un cercatore di comete da 4 pollici; è anche l'unico asteroide a essere stato scoperto dall'Irlanda.
L'asteroide è dedicato a Metide, nella mitologia greca una titanide figlia di Teti e Oceano, un'oceanina personificazione della prudenza.
Cooper delegò a Graham la scelta del nome, che dovette decidere fra Metis, suggerito dal dottor Romney Robinson, direttore dell'osservatorio ad Armagh, e Thetis, suggerito da Sir John Herschel. Quest'ultimo fu dato più tardi all'asteroide 17 Thetis. Metis è anche il nome di un satellite di Giove.

## Caratteristiche
La direzione di rotazione di Metis è attualmente sconosciuta poiché i dati ricavati sono ambigui. L'analisi della curva di luce indica che il polo di Metis punta in direzione delle coordinate eclittiche (β, λ) = (23º, 181º) o (9º, 359º), con un'incertezza di 10º; ciò indica un'inclinazione assiale di 72º o 76º rispettivamente.
Le analisi delle immagini riprese dal Telescopio spaziale Hubble e della curva di luce concordano nel suggerire che Metis abbia una forma allungata irregolare, con un'estremità più sottile dell'altra (vedi  immagini (PDF) (archiviato dall'url originale il 30 ottobre 2008). e  modelli della forma (PDF). URL consultato il 18 marzo 2006 (archiviato dall'url originale il 6 novembre 2015).). Le osservazioni radar suggeriscono la presenza di una zona piana significativa, in accordo con il modello della forma ricavato dalle curve di luce.
La composizione superficiale è stata stimata in un 30-40% di olivina metallifera e 60-70% di nichel e ferro allo stato metallico.
Osservazioni compiute l'11 dicembre 1979 da parte di alcuni astronomi venezuelani portarono a ipotizzare l'esistenza di un satellite naturale dell'asteroide; i dati della curva di luce di Metis (che permettono di ricavare un primo abbozzo della forma dell'asteroide), ricavati il 23 dicembre 1979 e il 23 febbraio 1980 da un gruppo di astronomi cinesi del Purple Mt. Observatory, indicarono una luna dal diametro di 60 km, orbitante a 1100 da Metis. Tuttavia, osservazioni successive (1982) non riuscirono a confermare l'ipotesi. Metis fu osservato più tardi dal Telescopio spaziale Hubble nel 1993, il quale fu in grado di risolvere la forma irregolare dell'asteroide, ma nessun satellite fu individuato.
Sono state osservate non meno di cinque occultazioni di una stella da parte di Metis.

## Raggruppamenti familiari
In passato, Metis era considerato come appartenente a una famiglia di asteroidi, denominata per l'appunto Metis, ma ricerche più recenti non hanno identificato alcun gruppo, né dall'analisi visuale dei diagrammi di distribuzione degli elementi orbitali caratteristici è evidenziabile alcun raggruppamento nelle sue immediate vicinanze.
Tuttavia, un'analisi spettroscopica ha evidenziato forti similarità spettrali fra Metis e il vicino asteroide 113 Amalthea, suggerendo che questi due corpi siano in realtà residui di una famiglia dinamica molto antica (> ~ 1 miliardo di anni), i cui membri più piccoli siano poi stati polverizzati da collisioni o spinti via da incontri ravvicinati. Si ipotizza che il corpo progenitore putativo avesse un diametro di 300 – 600 km (dimensioni paragonabili a Vesta) e che fosse differenziato; Metis sarebbe il nucleo residuo relativamente intatto, mentre Amalthea un frammento del mantello.